# ديفيد أمارال
ديفيد أمارال (بالإسبانية: David Amaral) هو لاعب كرة قدم ومدرب كرة قدم إسباني، ولد في 12 أكتوبر 1958 في أريكو في إسبانيا. لعب مع نادي تينيريفي.

## وصلات خارجية
- ديفيد أمارال على موقع قاعدة بيانات كرة القدم.إي يو (الإنجليزية)